# Rhodanthemum mesatlanticum
Rhodanthemum mesatlanticum es una especie de planta floral del género Rhodanthemum, tribu Anthemideae, familia Asteraceae. Fue descrita científicamente por (Emb. & Maire) B.H.Wilcox, K.Bremer & Humphries.
Se distribuye por Marruecos.